# 赵玉明 (1929年)
赵玉明（1929年5月2日—2020年7月20日），女，北京人，中国曲艺演员，谭派单弦艺术代表人物。北京市非物质文化遗产“单弦牌子曲（含岔曲）”项目代表性传承人。

## 生平
1929年5月2日生于北平南城，为父母的第一个孩子。自幼随父亲赵松山学唱京韵大鼓、梅花大鼓，6岁跟随父亲卖艺。1937年七七事变后，赵玉明与侯宝林、高凤山等人开始以走街串巷的形式赚钱补贴家用。
1941年曾短暂随魏宝华学习奉调大鼓及乐亭大鼓，但1949年后从未公开演唱。1942年拜王文瑞为师，后以正式演员的身份进入书场演唱。
1952年，她通过中国人民解放军总政治部演播队考试。后加入中央人民广播电台说唱团，先后演唱新梅花调、西河大鼓、单弦等曲种。1956年拜谭凤元为师，专攻“谭派”单弦艺术。二十世纪五十年代末期曾和马增蕙一同学习苏州评弹，拜师弹词名家杨振言并向弹词音乐家周云瑞先生学习琵琶。她以普通话演唱苏州评弹，不仅响应推普政策、开了曲艺创新之先河，更对南北曲艺艺术交流做出了重要的贡献。文化大革命期间曾在五七干校劳动。1972年调入天津市曲艺团，直至1987年退休。在天津市曲艺团期间曾辅导刘秀梅、崔伟丽等现任中生代曲艺演员。罗君生. .   [2023-02-05]. （原始内容存档于2023-02-05） –《曲艺》杂志 2016年07期.
2002年，受聘为中国人民解放军艺术学院客座教授。2003年，荣获由天津曲协、天津曲艺促进会颁发的“曲艺事业终身贡献奖”。2008年，《单弦艺术家石慧儒、赵玉明演唱集》获第六届中国金唱片奖。2017年7月，获“北京市非物质文化遗产单弦传承人”称号。2018年，获“中国文联终身成就曲艺艺术家”荣誉称号。
2020年5月底因意外摔伤，7月20日凌晨4时逝世，享耆壽91岁。

## 轶闻
赵玉明曾在1964年7月递交中国共产党入党申请书，但是后来因为文化大革命耽搁。2018年，她又一次递交了入党申请书。
2019年6月24日，北京市朝阳区劲松街道劲松西社区第十二党支部召开党员大会，批准她为中国共产党预备党员。在经过一年的考察期后，由于北京新发地疫情影响，党员转正工作被迫推迟。7月16日，转为正式党员。

## 出版物
- 赵玉明口述; 孟然整理. . 北京: 新华出版社. 1997. ISBN 9787501137367.

《中国曲艺音乐集成》全国编辑委员会. . 北京: 中国ISBN中心. 1996. ISBN 7-5076-0116-1.